# Ute Geweniger
Ute Geweniger, później Strauß (ur. 24 lipca 1964 w Chemnitz) – wschodnioniemiecka pływaczka. Medalistka olimpijska, mistrzostw Świata i Europy, rekordzistka Świata.

## Rekordy świata
| Data         | Miejsce   | Basen      | Konkurencja           | Rezultat    | Status                  |
| ------------ | --------- | ---------- | --------------------- | ----------- | ----------------------- |
| 4 lipca 1981 | Magdeburg | 50-metrowy | 200 m stylem zmiennym | 2:11,73 min | do 30 lipca 1992 Lin Li |

## Wyróżnienia
- 1981, 1983: Najlepsza Pływaczka Roku w Europie
- 1983: Najlepsza Pływaczka Roku na Świecie